# Ник Сафия Карим
Ник Са́фия Кари́м (малайск. Nik Safiah Karim); (17 декабря 1939, Кампонг Банггол, Кота-Бару, Келантан) — известный лингвист Малайзии, почетный профессор.

## Краткая биография
В 1952 г. окончила начальную английскую школу для девочек в Кота-Бару, в 1957 г. — Малайский женский колледж в Куала-Лумпуре и в 1959 г. колледж Святого Франциска в Малакке. В 1963 г. окончила Университет Малайя, в 1965 — там же магистратуру, в 1975 — докторантуру по лингвистике в Университете Огайо (США). Трудовую карьеру начала в 1963 г. на кафедре малайских исследований Университета Малайя, пройдя путь от преподавателя до профессора. Дважды была деканом гуманитарного факультета (1982—1983, 1992—1994), заведующей кафедрой (1984—1986, 1988—1989) и первым директором Академии малайских исследований (1990—1992). В 1989—1990 гг. работала в Совете по языку и литературе, занимая должность заместителя генерального директора. 14 лет входила в состав Правления совета, Постоянного комитета по малайскому языку, совместного Совета по малайскому языку Брунея, Индонезии и Малайзии. В 1994 вышла на пенсию, но продолжала работать до 2015 г. по контракту в должности адъюнкт-профессора. Один из создателей Лингвистического союза Малайзии в 1977 г. и его президент в течение 18 лет (1979—1997).
Член Организации действий женщин-мусульманок (PERTIWI) с 1967 г., в том числе с 2001 г. — её председатель. Принимала участие в деятельности ряда других женских организаций Малайзии Выступала в качестве консультанта ООН по проблемам народонаселения.

## Научная деятельность
Одна из самых известных лингвистов, занимающихся исследованиями в области грамматики малайского языка. Опубликовала сотни статей по этой теме и более десяти книг, в том числе нормативную грамматику Совета по языку и литературе, монографию по синтаксису малайского языка, исследования по проблемам социолингвистики. Ей принадлежит также серия книг о выдающихся женщинах Малайзии.

## Награды
- Медаль Kesatria Mangku Negara (1989)
- Медаль Johan Mangku Negara (1995)
- Anugerah Wanita Cemerlang Tan Sri Fatimah-Avon (1995)
- Орден Johan Panglima Negara и звание Датук (1997)
- Награда «Выдающаяся женщина» Университета Малайя (Anugerah Wanita Cemerlang UM) (1997)
- Выдающийся лингвист (Tokoh Ilmuwan Bahasa) и Золотая медаль Тун Фатимы (2001)
- Выдающаяся женщина Келантана (Tokoh Wanita Kelantan) (2001)
- Почетный профессор Университета Малайя (2002)
- Почетный доктор Национального университета Малайзии (2003)
- Награда «Поборник языка» (Anugerah Tokoh Pejuang Bahasa) Лингвистического союза Малайзии (2004)

## Основные публикации
- Bahasa Malaysia syntax : some aspects of its standardization. Kuala Lumpur: Dewan Bahasa dan Pustaka, 1978.
- Women’s organisations and non-formal education. Kuala Lumpur: Dewan Bahasa dan Pustaka, 1982.
- The major syntactic structures of Bahasa Malaysia and their implications on the standardization of the language. University Microfilms International, 1983.
- Bahasa Melayu Tinggi: teori dan penerapan. Kuala Lumpur: Dewan Bahasa dan Pustaka 1986.
- (ed). Kababaihan ng Malaysia ed. Nik Safiah Karim, isinalin ni Ruth Elynia S. Mabanglo. Manila: Solidaridad Foundation 1986.
- Tatabahasa Dewan. 1 Ayat. Kuala Lumpur Dewan Bahasa dan Pustaka 1987.
- Wanita Malaysia: Harapan dan cabaran. Kuala Lumpur: 'K' Pub. & Distributors, 1990.
- «Bahasa baku» and «loghat daerah» : an experience in language planning. [S.l. : s.n.], 1991.
- Laporan kajian sosiolinguistik penggunaan, penguasaan dan pelaksanaan Bahasa Malaysia baku: di jabatan-jabatan kerajaan negeri/persekutuan, badan-badan berkanun/swasta dan kuasa-kuasa tempatan di Sabah. Kuala Lumpur: Dewan Bahasa dan Pustaka, 1992.
- Malay grammar for academics and professionals. Kuala Lumpur: Dewan Bahasa dan Pustaka 1995.
- Bahasa Melayu abad ke-21. Kuala Lumpur: Dewan Bahasa dan Pustaka 2002.
- Bahasa Melayu sebagai bahasa tamadun moden: program pengisiannya. Kuala Lumpur: Dewan Bahasa dan Pustaka 2003.
- Bahasa Melayu sedekad lalu. Kuala Lumpur: Dewan Bahasa dan Pustaka, 2004.
- Teks Bahasa Melayu: STPM. Shah Alam, Selangor: Penerbit Fajar Bakti, 2006.
- Panorama bahasa Melayu sepanjang zaman. Kuala Lumpur: Penerbit Universiti Malaya 2010.